# St. Maria (Kappelwindeck)

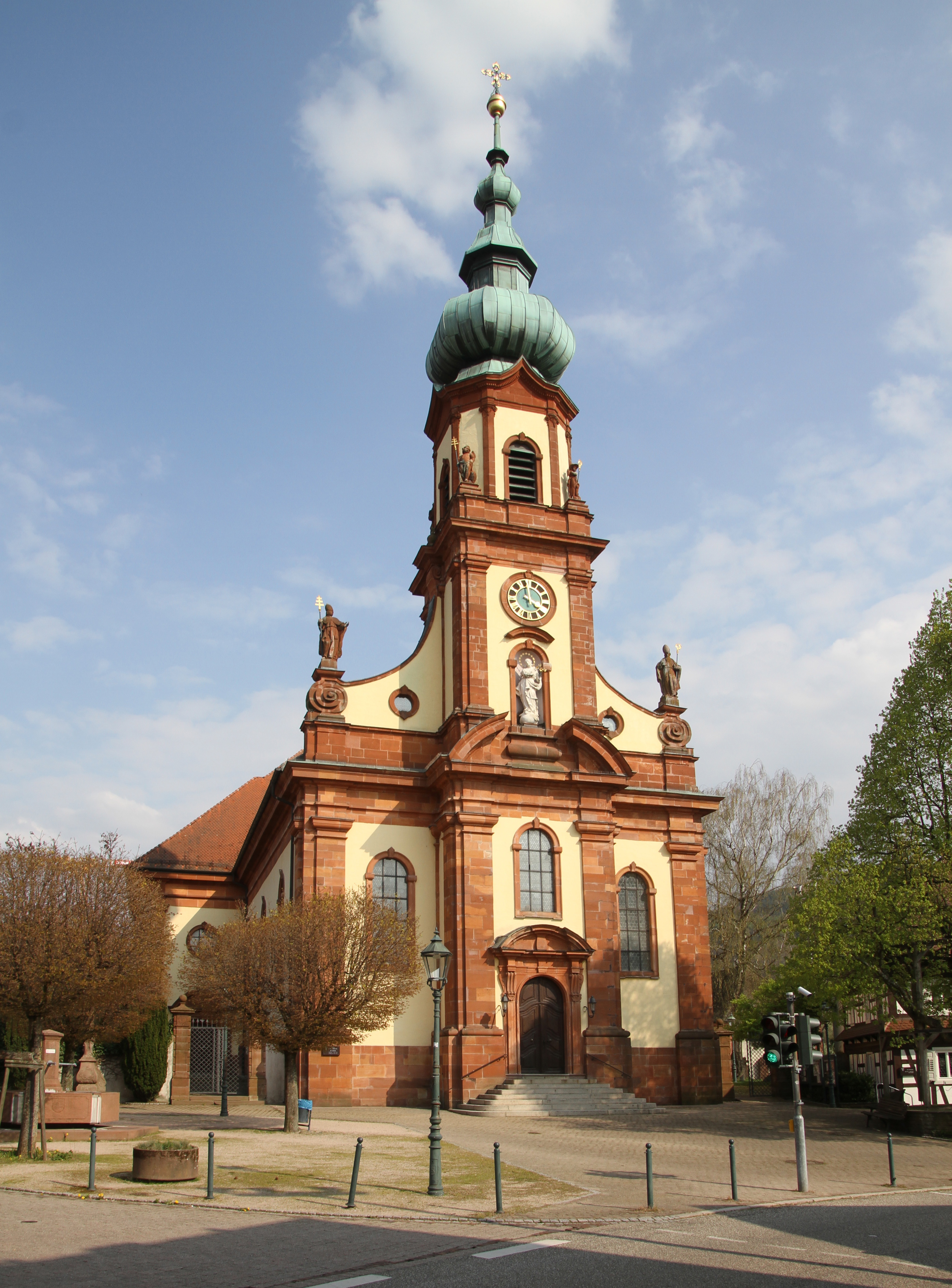
St. Maria in Kappelwindeck

Die römisch-katholische Pfarrkirche St. Maria ist ein geschütztes Kulturdenkmal nach dem Denkmalschutzgesetz. Sie steht in Kappelwindeck, einem Stadtteil von Bühl im Landkreis Rastatt in Baden-Württemberg. Die Kirchengemeinde gehört zum Dekanat Baden-Baden im Erzbistum Freiburg.

## Geschichte
Vermutlich stand am Ort dieser Kirche schon im Mittelalter ein Gotteshaus, von dem aber nichts weiter bekannt ist. Die heutige Kirche, eine Kreuzkirche, wurde nach einem Entwurf und unter der Leitung des markgräflichen Hofbaumeisters Franz Ignaz Krohmer, einem Meisterschüler von Balthasar Neumann 1763–66 auf den Grundmauern dieses mittelalterlichen Vorgängerbaus errichtet. Das Langhaus mit drei Jochen wurde 1910/11 nach einem Entwurf von Johannes Schroth mit einem Querschiff und einem eingezogenen, dreiseitig geschlossenen Chor nach Osten erweitert. 1912 weihte der Freiburger Erzbischof Thomas Nörber den Hochaltar zu Ehren der Geburt Mariens und die zwei Seitenaltäre zu Ehren des Hl. Josef bzw. der 14 Nothelfer.

## Beschreibung

### Außen
Die dreiteilige, mit Pilastern gegliederte Fassade im Westen integriert den halb in das Langhaus eingestellten Zwiebelturm mit Laterne auf der Zwiebel, die nochmals mit einer kleinen Zwiebel, Turmkugel und Turmkreuz bekrönt ist. Das Glockengeschoss wird flankiert von vier Engelsfiguren mit Attributen der vier abendländischen Kirchenlehrer Gregor, Hieronymus, Augustinus und Ambrosius. Im Geschoss darunter befindet sich unter dem Zifferblatt der Turmuhr eine Konche (Architektur) mit einer Statue der Maria Immaculata. Auf gleicher Höhe stehen an den Außenenden der Fassade Skulpturen, rechts der heilige Nikolaus von Myra und links der heilige Papstes Sylvester. 

### Glocken
Im obersten achteckigen Turmgeschoss befindet sich der stählerne Glockenstuhl, in dem sieben Kirchenglocken in drei Ebenen aufgehängt sind. Mit Ausnahme der zweitkleinsten Glocke 6, die 1921 von der Glockengießerei Grüninger in Villingen gegossen wurde, entstand das Glockengeläut im Jahr 1950 bei Friedrich Wilhelm Schilling in Heidelberg.
| Glocke | Name                    | Durchmesser | Gewicht ≈ | Schlagton |
| ------ | ----------------------- | ----------- | --------- | --------- |
| 1      | St. Maria               | 1395 mm0    | 1900 kg0  | d′-2      |
| 2      | St. Michael             | 1157 mm0    | 1034 kg0  | f′-3      |
| 3      | St. Joseph              | 1028 mm0    | 736 kg    | g′-2      |
| 4      | St. Conrad              | 903 mm      | 489 kg    | a′-3      |
| 5      | Sel. Bernhard von Baden | 844 mm      | 398 kg    | b′-1      |
| 6      | Hl. Schutzengel         | 750 mm      | –         | c″+6      |
| 7      | St. Wendelin            | 667 mm      | 193 kg    | d″-2      |

### Innen

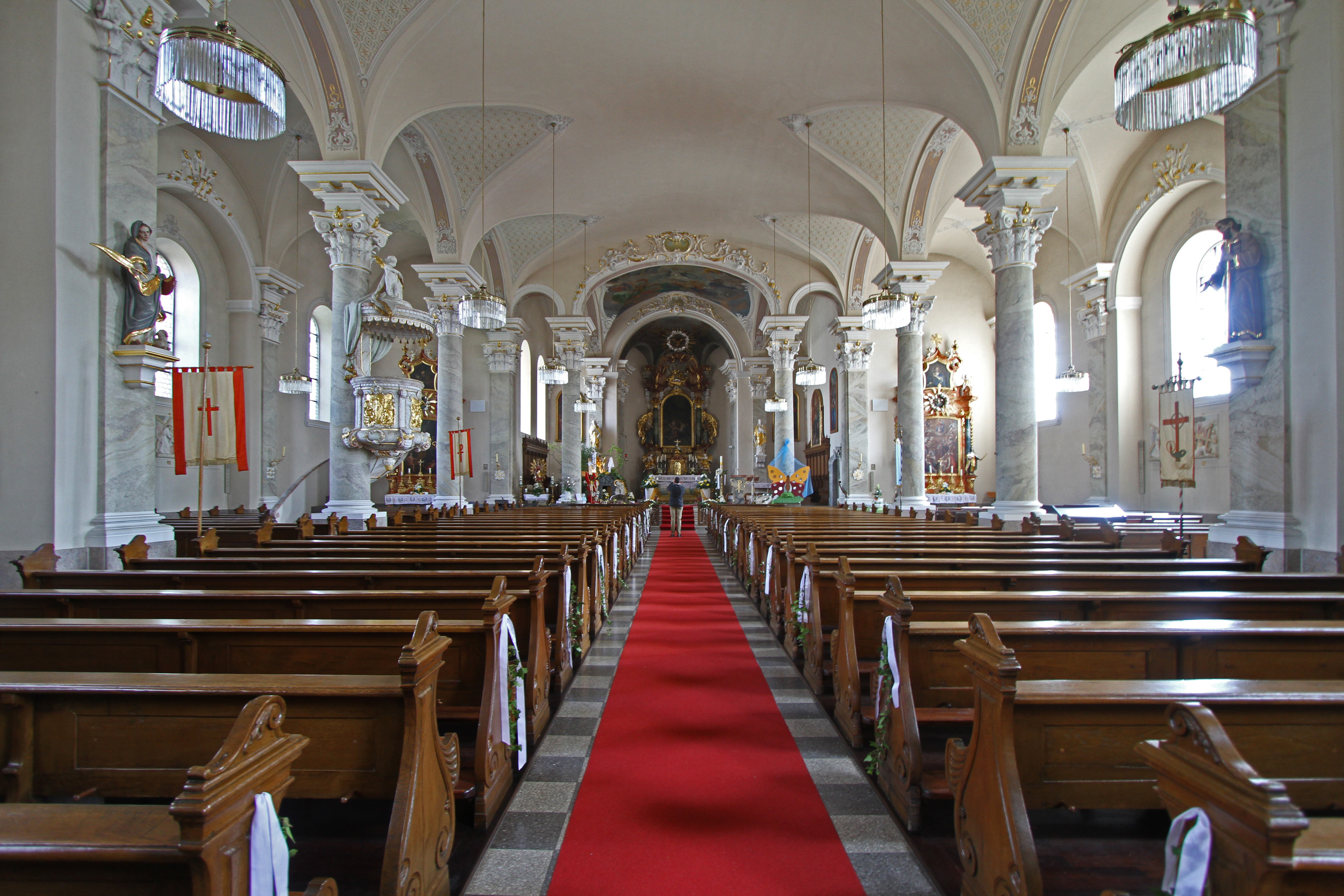
Innenansicht

Im Innern der Hallenkirche sind Mittel- und Seitenschiffe mit Tonnengewölben überspannt, die von Pilastern getragen werden. Auf dem Schalldeckel der reich verzierten Kanzel im Mittelschiff hält ein Putto zwei Tafeln, auf denen römische Ziffern die zehn Gebote symbolisieren.
Zur Kirchenausstattung gehört der 1960/61 von Rudolf Preißler gestaltete neobarocke Hochaltar, auf dessen Altarretabel von 1789  die Geburt Mariae dargestellt ist. Auf den Seiten des Bildes stehen Figuren der Eltern Marias, Anna und Joachim. Der linke Seitenaltar ist dem hl. Josef geweiht und zeigt auf dem Altarbild die Darstellung Jesu im Tempel, begleitet von Statuen des hl. Silvester und des hl. Nikolaus. Im rechten Seitenaltar werden die 14 Nothelfer verehrt, die das Altarbild zeigt, das flankiert wird von der hl. Apollonia mit Zange und Zahn und der hl. Odilia mit zwei Augen auf einem Buch.

### Orgel

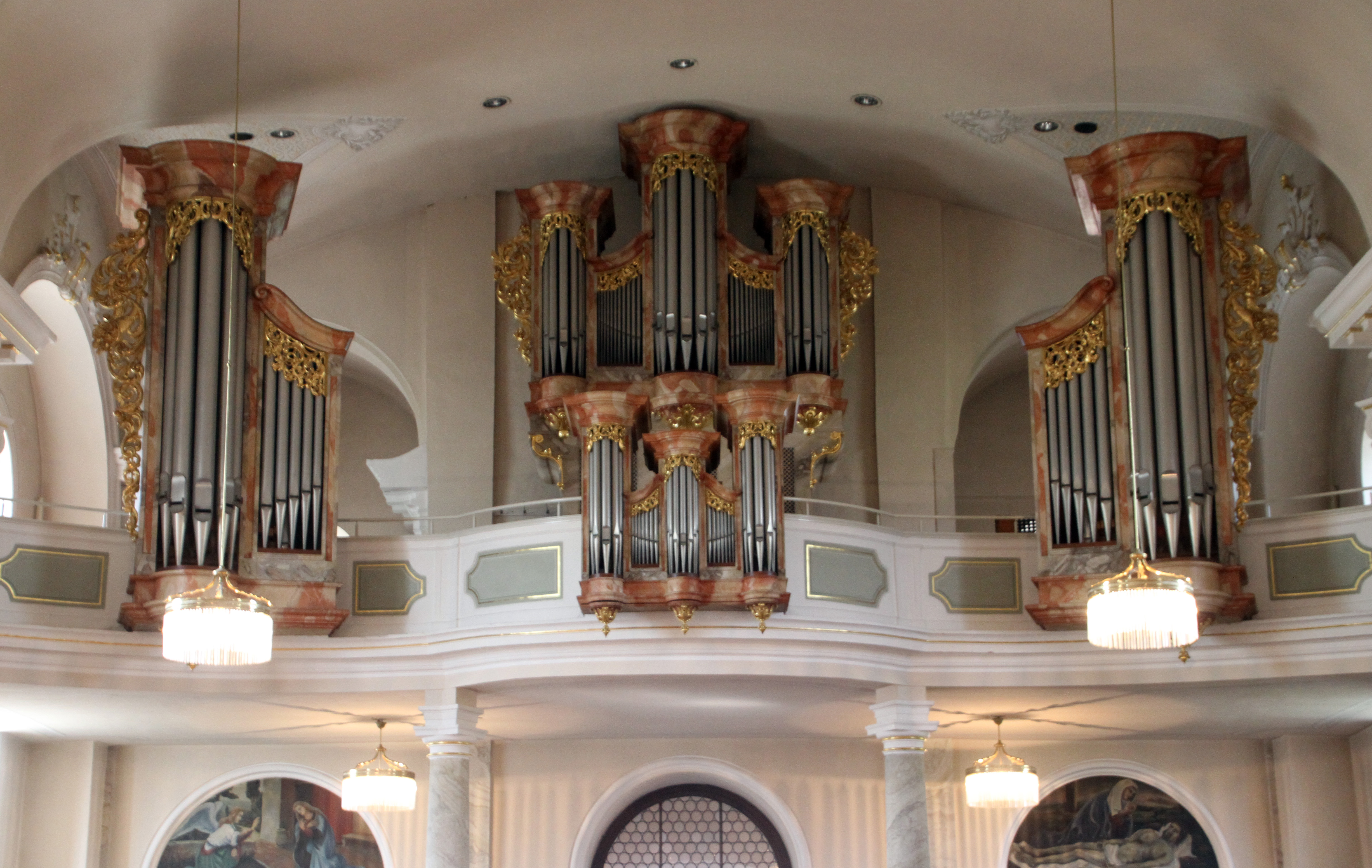
Blick auf die Orgel

Die Orgel auf der Empore im hinteren Teil der Kirche hat einen Umfang von 2697 Orgelpfeifen in 37 Registern auf drei Manualen und Pedal. Sie wurde von der Manufaktur Johannes Klais Orgelbau in den Jahren 1963–1966 erbaut. Das Orgelgehäuse stammt von einem Instrument, das Ferdinand Stieffel 1778 für die Bühler Kirche St. Peter und Paul gebaut hatte und das um 1900 nach Kappelwindeck kam. Vorgänger der heutigen Klais-Orgel waren Instrumente von Anton Kiene, Waldkirch (1901) und Xaver Mönch, Überlingen (1928/29). Klais ergänzte das mittig stehende Gehäuse für das Hauptwerk durch angepasste, getrennt stehende Seitenflügel.

## Nachweise
1. ↑  Glockeninspektion Erzbistum Freiburg: Kath. Pfarrkirche St. Maria in Bühl-Kappelwindeck
2. ↑  Namen, Inschriften und Hörprobe auf youtube.com: Bühl-Kappelwindeck – Pfarrkirche St. Maria
3. ↑  Orgeldatenbank organindex.de: Bühl (Baden)/Kappelwindeck, St. Maria

Koordinaten: 48° 41′ 30,3″ N, 8° 8′ 46,3″ O